# Élections cantonales françaises de 1877
Des élections cantonales se sont déroulées en France les 4 et 11 novembre 1877.